# Drzewnictwo
Drzewnictwo – nauka leśna o technologii obróbki, przetwarzaniu i zastosowaniu drewna jako surowca i materiału. Drzewnictwo bada zagadnienia konserwacji oraz techniczno-ekonomiczne, związane z gospodarczym zastosowaniem drewna. 
Kierunki naukowe składające drzewnictwa to:
- nauka o drewnie,
- obróbka i narzędzia obróbki drewna,
- ekonomika drzewnictwa.

## Historia
Badania teoretyczne w zakresie drzewnictwa zapoczątkowała publikacja studium Experiences mr la fam du bois Georges-Louis Leclerc de Buffona w 1777 roku. Pionierami badań naukowych w drzewnictwie byli H. L. D. du Mouceau oraz J. P. Chavandier i G. Wertheim. 
W latach 1902–1914 Gabriel Janka zapoczątkował systematyczne badania technicznych własności drewna i opracował metodykę badań laboratoryjnych drewna, co przyczyniło się do rozwoju badań naukowych w dziedzinie drzewnictwa, jaki nastąpił po I wojnie światowej.